# Ask, Hordaland
Ask este un sat din comuna Askøy, provincia Hordaland, Norvegia.